# 4th Ai no Nanchara Shisū
Albums de Berryz Kōbō
3 Natsu Natsu Mini Berryz
(2006) 5 (FIVE)
(2008)
Singles
1. Waracchaō yo Boyfriend
Sortie : 2 août 2006
2. Munasawagi Scarlet
Sortie : 6 décembre 2006
3. Very Beauty
Sortie : 7 mars 2007
4. Kokuhaku no Funsui Hiroba
Sortie : 27 juin 2007

4th Ai no Nanchara Shisū (4th 愛のなんちゃら指数) est le quatrième album du groupe de J-pop Berryz Kōbō.

## Présentation
L'album sort le 1er août 2007 au Japon sur le label Piccolo Town. Il est écrit, composé et produit par Tsunku, et atteint la 14e place du classement des ventes hebdomadaire de l'Oricon. Il restera le quatrième album le plus vendu du groupe, après ses deux premiers et le suivant. Les premières éditions de l'album contiennent huit pochettes interchangeables (une pour le groupe et une pour chaque membre). L'album sort aussi en édition limitée au format CD+DVD avec une pochette différente et un DVD en supplément contenant trois des titres filmés en concert. Il sort également en Corée du Sud le 26 mai 2008.
L'album contient onze titres, dont quatre sortis précédemment en singles (Waracchaō yo Boyfriend, Munasawagi Scarlet, Very Beauty, Kokuhaku no Funsui Hiroba). Trois des autres chansons ne sont interprétées que par quelques membres. Deux des chansons de l'album figureront aussi sur la compilation Berryz Kōbō Special Best Vol.1 de 2009 (Waracchaō yo Boyfriend, et Omoitattara Kichi Desse!).

## Formation
Membres créditées sur l'album :
- Saki Shimizu
- Momoko Tsugunaga
- Chinami Tokunaga
- Miyabi Natsuyaki
- Māsa Sudō
- Yurina Kumai
- Risako Sugaya

## Pistes
CD
1. Ai no Suki Suki Shisū Jōshōchū (愛のスキスキ指数 上昇中?)
2. Munasawagi Scarlet (胸さわぎスカーレット?) (12e single)
3. Omoitattara Kichi desse! (思い立ったら 吉でっせ!?) (interprété par Chinami Tokunaga, Maasa Sudo et Yurina Kumai)
4. Very Beauty (VERY BEAUTY?) (13e single)
5. Waracchaō yo Boyfriend (笑っちゃおうよ BOYFRIEND?) (11e single)
6. Watashi ga Suru Koto nai Hodo Zenbu Shite Kureru Kare (私がすることない程 全部してくれる彼?) (Momoko Tsugunaga et Risako Sugaya)
7. Sayonara Hageshiki Koi (サヨナラ 激しき恋?)
8. Kokuhaku no Funsui Hiroba (告白の噴水広場?) (14e single)
9. Sprinter! (スプリンター!?) (interprété par Saki Shimizu et Miyabi Natsuyaki)
10. Sakura wa Raku sa (サクラハラクサ?)
11. Sakura→Nyūgakushiki (桜→入学式?)

DVD de l'édition limitée
Extraits du concert "2007 Sakura Mankai Berryz Kobo Live ~Kono Kandō wa Nidoto Nai Shunkan de Aru!~"
1. Munasawagi Scarlet (胸さわぎスカーレット?)
2. Very Beauty (VERY BEAUTY?)
3. Waracchaō yo Boyfriend (笑っちゃおうよ BOYFRIEND?)